# Atzalan, Veracruz
Atzalan är en ort i Mexiko.   Den ligger i kommunen Atzalan och delstaten Veracruz, i den sydöstra delen av landet, 200 km öster om huvudstaden Mexico City. Atzalan ligger 1 678 meter över havet och antalet invånare är 43 570.
Terrängen runt Atzalan är huvudsakligen kuperad, men österut är den bergig. Runt Atzalan är det ganska tätbefolkat, med 129 invånare per kvadratkilometer. Närmaste större samhälle är Teziutlan, 12,7 km väster om Atzalan. I omgivningarna runt Atzalan växer i huvudsak städsegrön lövskog.